# Cerapachys splendens
Cerapachys splendens é uma espécie de formiga do gênero Cerapachys.